# Grande Pietà ronde
Grande Pietà ronde est une peinture sur bois de Jean Malouel réalisée entre 1400 et 1410, actuellement conservée au musée du Louvre.

## Description
Il s'agit d'un tondo peint sur un panneau de chêne et doré à l'or. Il représente une scène de la Passion appelée Pietà, c'est-à-dire la représentation de la Vierge Marie tenant Jésus-Christ dans ses bras après sa Crucifixion. Ici, elle est représentée endeuillée en noir.
Le Christ, personnage central de l'œuvre est représenté en homme de douleurs : il est mort, descendu de la croix, porte la couronne d'épines, et les stigmates (le coup de lance dans la cote, et les plaies sur les mains).
Il s'agit également d'une représentation de la Trinité en trône de grâce puisque Dieu le Père, représenté en vieil homme barbu, soutient sur ses genoux le corps de Jésus (Dieu le Fils), et une colombe symbolisant le Saint-Esprit sépare les deux personnages.
Six anges sont représentés dans le registre gauche du tondo. Ils sont reconnaissables à leurs ailes.
Le personnage vêtu de rouge dans le registre de droite est vraisemblablement Jean l'évangéliste, celui-là même qui a rapporté sa présence au pied de la croix avec Marie (Jn 19, 25). Il porte sa main droite au visage en signe d'affliction.

## Historique

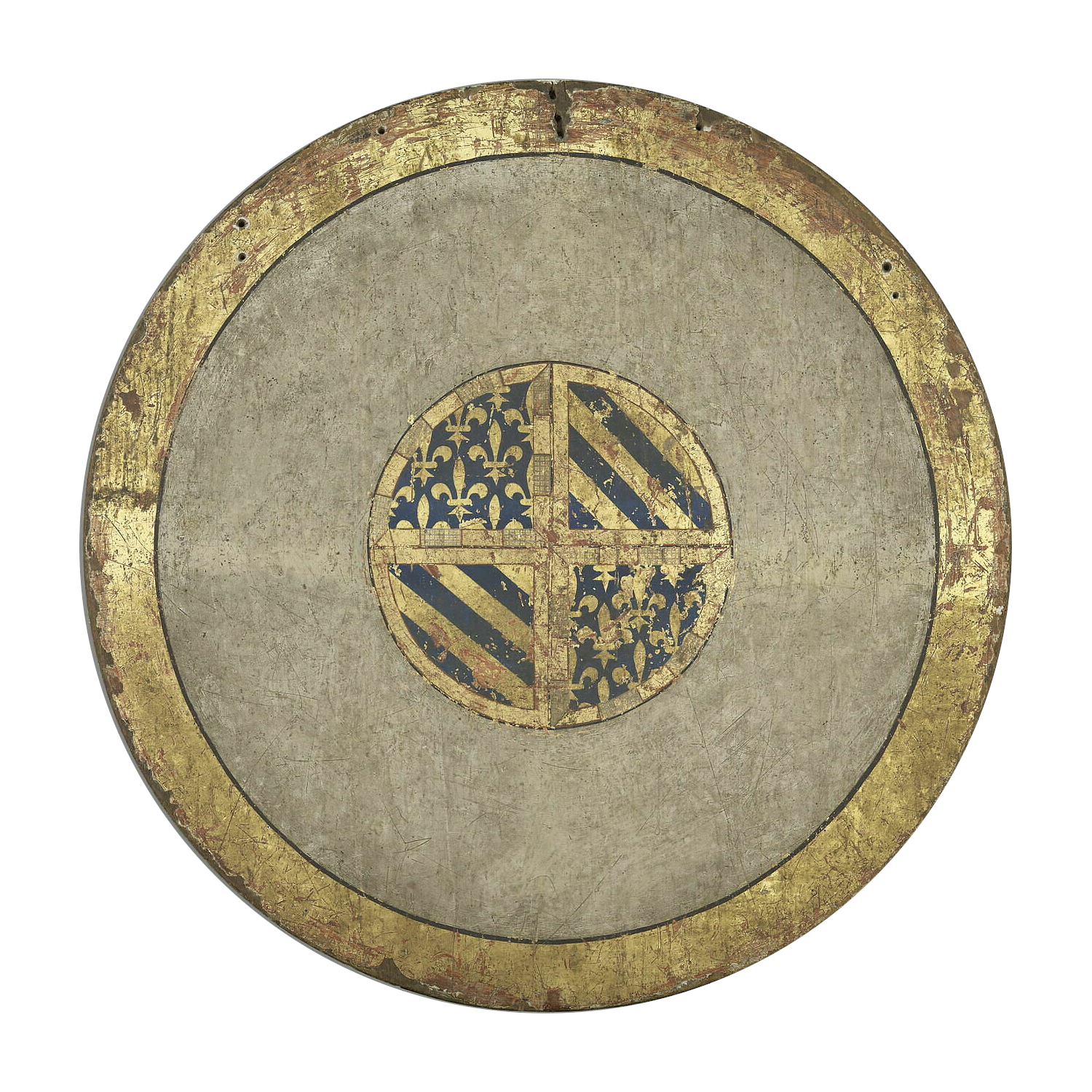
Verso de la Grande Pietà ronde portant le blason de Philippe le Hardi.

L'œuvre est une image de dévotion privée probablement destinée à Philippe le Hardi. Elle est en toute vraisemblance commandée par ce dernier en raison de la présence de son blason au dos de l'œuvre permettant de dater la commande avant la mort du duc en 1404.
Philippe le Hardi est le frère du roi Charles V qui avait une dévotion particulière à la Trinité. Il se peut que la Pietà ait été destinée à sa propre dévotion, mais il est plausible qu'elle ait été faite dans le cadre des travaux déclenchés par le duc en faveur de la chartreuse de Champmol en 1385. Cette chartreuse avait pour objectif de devenir la nécropole des ducs de Bourgogne à l'image de la basilique Saint-Denis pour les rois de France, et sa charte précisait que la chartreuse serait appelée « Maison de la Trinité ».
L'existence du tableau est attestée en 1420. Les historiens de l'Art l'identifient au panneau mentionnée sous le numéro 4081 de l'inventaire des joyaux de Philippe le Bon, dressé le 12 juillet 1420 (« Un tableau de bois rond couvert d’or bruny par devant, auquel a ung ymage de Nostre-Seigneur de pitié, Notre-dame et plusieurs anges, tous faiz de peinture »),.

## Analyse

### Sur la figure de Dieu le Père
La Grande Pietà ronde de Jean Malouel peut appartenir au thème iconographique du trône de grâce. Néanmoins, ici, l'absence de la croix change le sens de la composition. L'historien de l'art François Bœspflug préfère parler de « compassion du Père » ou de « miséricorde du Père » en relevant que l'humanisation du Père, associé à la mort du Fils dans des représentations de théopathie, est une initiative artistique sans précédent dans l'Histoire de l'Art. Toujours selon F. Bœspflug, cette Pietà n'est pas un résumé imagé de la théologie de la Rédemption, mais une manifestation de la dévotion qui implique chez celui qui la contemple une forte compassion, provoquée par la propre compassion de Dieu le Père et de la Vierge Marie, ainsi que la compassion du Christ pour l'humanité.
Il relève aussi que la figure identifiée à Dieu le Père peut avoir été à l'origine une représentation de Nicodème ou de Joseph d'Arimathie à laquelle, un éventuel rajout postérieur de la colombe du Saint-Esprit aurait permis de le transformer en Dieu le Père.

### Sur la féminité et la transidentité de Jésus
En 2022, Joshua Heath, un chercheur de l'université de Cambridge dont la thèse porte sur des confrontations de représentations artistiques de Jésus dans l'art du Moyen Âge et de la Renaissance, formule une hypothèse sur la transidentité de Jésus. Pour cela, il s'appuie entre autres sur la Grande Pietà ronde de Jean Malouel. En effet, il y voit la représentation d'un corps « simultanément féminin et masculin » en raison de l'absence de la représentation du sexe de Jésus, bien que le périzonium transparent devrait le faire apparaître. Également, il voit dans la représentation de la plaie latérale faite par le coup de lance, une apparence vaginale dont le jaillissement de l'effusion de sang, s'écoule jusqu'à son entrejambe.
La théorie n'est toutefois pas consensuelle et sujette à controverses. Elle n'a à ce jour pas fait l'objet de publication scientifique sérieuse, mais a seulement investi le débat public anglais,.